# 埃尔罗梅拉尔
埃尔罗梅拉尔，是西班牙卡斯蒂利亚-拉曼恰托莱多省的一个市镇。总面积79平方公里，总人口857人（2001年），人口密度11人/平方公里。